# Peder Charisius
Peder Charisius, död 1683, var en dansk diplomat.
Charisius var 1651–1659 resident i Nederländerna, men hade ganska litet inflytande över de dansk-nederländska förhandlingarna under perioden. Efter sin hemkomst var Charisius amtman i flera olika amt.